# David Kočí
David Kočí (né le 12 mai 1981 à Prague en Tchécoslovaquie, maintenant la République tchèque) est un joueur professionnel tchèque de hockey sur glace.

## Carrière de joueur
Il est formé au HC Sparta Prague et après avoir évolué pour l'équipe des moins de 20 ans, il est repêché par les Penguins de Pittsburgh au 146e rang, cinquième tour du repêchage d'entrée de 2000 dans la Ligue nationale de hockey. Après son repêchage, il rejoint les Cougars de Prince George de la Ligue de hockey de l'Ouest avec lesquels il évolue durant la saison 2001-2002.
Il rejoint l'organisation des Penguins et joue durant cinq saisons pour son équipe affiliée, les Penguins de Wilkes-Barre/Scranton qui évoluent dans la Ligue américaine de hockey, mais a également joué pour les Nailers de Wheeling de l'ECHL, sans pouvoir être rappelé pour une partie dans la LNH.
À l'été 2006, il signe en tant qu'agent libre avec les Blackhawks de Chicago. Après avoir joué dans la LAH pour les IceHogs de Rockford, il est rappelé par les Blackhawks en mars 2007 et joue ses premières parties dans la LNH. Il ne passe pas inaperçu lors de son premier match le 10 mars contre les Coyotes de Phoenix alors qu'il récolte pas moins de 42 minutes de pénalité et a engagé des combats contre Josh Gratton et Nick Boynton. En neuf parties avec Chicago au cours de cette saison, il obtient 88 minutes de pénalité.
Il est connu pour s'être battu contre Zdeno Chára en plein match qui lui mesure 2,06 m, ceci a été fatal[non neutre] pour Kočí car il est sorti du terrain le crâne en sang.[pertinence contestée]
En juillet 2008, il signe avec le Lightning de Tampa Bay. Après seulement un match avec le Lightning, il est placé au ballotage et est réclamé par les Blues de Saint-Louis. Au bout de quatre parties, il est une nouvelle fois mis au ballotage et revient avec le Lightning après y avoir été réclamé. Il marque son premier but dans la LNH le 26 mars 2009 lors d'un match contre les Canadiens de Montréal.
Il signe en 2009 avec l'Avalanche du Colorado, équipe avec laquelle il évolue durant deux saisons puis retourne dans son pays natal, la République tchèque, en signant avec son club formateur, le HC Sparta Prague. Il s'agit de sa dernière équipe avant de se retirer.

## Statistiques
| Saison     | Équipe                   | Ligue              |     | Saison régulière | Saison régulière | Saison régulière | Saison régulière | Saison régulière |   | Séries éliminatoires | Séries éliminatoires | Séries éliminatoires | Séries éliminatoires | Séries éliminatoires |
| Saison     | Équipe                   | Ligue              | PJ  | B                | A                | Pts              | Pun              | PJ               | B | A                    | Pts                  | Pun                  |                      |                      |
| 1997-1998  | HC Sparta Prague U18     | Extraliga tch. U18 | 41  | 2                | 9                | 11               | 105              | -                | - | -                    | -                    | -                    |                      |                      |
| 1998-1999  | HC Sparta Prague U20     | Extraliga tch. U20 | 47  | 0                | 7                | 7                | 124              | -                | - | -                    | -                    | -                    |                      |                      |
| 1999-2000  | HC Sparta Prague U20     | Extraliga tch. U20 | 36  | 0                | 4                | 4                | 79               | -                | - | -                    | -                    | -                    |                      |                      |
| 2000-2001  | Cougars de Prince George | LHou               | 70  | 2                | 7                | 9                | 155              | 6                | 0 | 0                    | 0                    | 20                   |                      |                      |
| 2001-2002  | Nailers de Wheeling      | ECHL               | 33  | 2                | 4                | 6                | 105              | -                | - | -                    | -                    | -                    |                      |                      |
| 2001-2002  | Penguins de WBS          | LAH                | 26  | 1                | 3                | 4                | 98               | -                | - | -                    | -                    | -                    |                      |                      |
| 2002-2003  | Nailers de Wheeling      | ECHL               | 48  | 0                | 1                | 1                | 103              | -                | - | -                    | -                    | -                    |                      |                      |
| 2002-2003  | Penguins de WBS          | LAH                | 9   | 0                | 0                | 0                | 4                | -                | - | -                    | -                    | -                    |                      |                      |
| 2003-2004  | Penguins de WBS          | LAH                | 78  | 1                | 7                | 8                | 298              | 10               | 0 | 0                    | 0                    | 2                    |                      |                      |
| 2004-2005  | Penguins de WBS          | LAH                | 68  | 1                | 9                | 10               | 311              | -                | - | -                    | -                    | -                    |                      |                      |
| 2005-2006  | Penguins de WBS          | LAH                | 13  | 0                | 0                | 0                | 59               | -                | - | -                    | -                    | -                    |                      |                      |
| 2006-2007  | Admirals de Norfolk      | LAH                | 44  | 0                | 1                | 1                | 223              | -                | - | -                    | -                    | -                    |                      |                      |
| 2006-2007  | Blackhawks de Chicago    | LNH                | 9   | 0                | 0                | 0                | 88               | -                | - | -                    | -                    | -                    |                      |                      |
| 2007-2008  | Blackhawks de Chicago    | LNH                | 18  | 0                | 0                | 0                | 68               | -                | - | -                    | -                    | -                    |                      |                      |
| 2007-2008  | IceHogs de Rockford      | LAH                | 7   | 0                | 0                | 0                | 25               | -                | - | -                    | -                    | -                    |                      |                      |
| 2007-2008  | Admirals de Norfolk      | LAH                | 21  | 0                | 2                | 2                | 57               | -                | - | -                    | -                    | -                    |                      |                      |
| 2008-2009  | Lightning de Tampa Bay   | LNH                | 33  | 1                | 1                | 2                | 132              | -                | - | -                    | -                    | -                    |                      |                      |
| 2008-2009  | Blues de Saint-Louis     | LNH                | 4   | 0                | 0                | 0                | 9                | -                | - | -                    | -                    | -                    |                      |                      |
| 2009-2010  | Avalanche du Colorado    | LNH                | 43  | 1                | 0                | 1                | 84               | -                | - | -                    | -                    | -                    |                      |                      |
| 2010-2011  | Avalanche du Colorado    | LNH                | 35  | 1                | 0                | 1                | 80               | -                | - | -                    | -                    | -                    |                      |                      |
| 2011-2012  | HC Sparta Prague         | Extraliga tch.     | 41  | 0                | 5                | 5                | 132              | 3                | 0 | 0                    | 0                    | 2                    |                      |                      |
| 2012-2013  | HC Sparta Prague         | Extraliga tch.     | 30  | 0                | 2                | 2                | 122              | 3                | 0 | 0                    | 0                    | 4                    |                      |                      |
| 2013-2014  | HC Sparta Prague         | Extraliga tch.     | 5   | 0                | 0                | 0                | 2                | 1                | 0 | 0                    | 0                    | 0                    |                      |                      |
| Totaux LNH | Totaux LNH               | Totaux LNH         | 142 | 3                | 1                | 4                | 461              | -                | - | -                    | -                    | -                    |                      |                      |